# Kamenica vára
Kamenica vára (horvátul: Utvrda Kamenica), várrom Horvátországban, a Lepoglavához tartozó Kamenica falu területén.

## Fekvése
Kamenica várának romjai a falu központjától száz méterre a Ravna gora felé vezető út bal oldalán találhatók.

## Története
A vár feltehetően a 13. század második felében, a tatárjárást követően épült. 1399-ben a Cilleiek birtoka lett, akik a 15. század első felében ismeretlen okból lerombolták, 1463-ban már romokban állt. 

## A vár mai állapota
Kamenica várának romjai a templom feletti dombon találhatók. A lerombolásának oka ismeretlen, de tekintettel arra, hogy nem ez volt az egyetlen lerombolt vár a Cilleiek irányította Zagorjében, valószínűnek tűnik az a magyarázat, hogy a Cilleieknek értelmetlen és célszerűtlen volt annyi várat fenntartaniuk. Ezért a katonai követelményeknek megfelelően, jó néhányat, köztük Kamenicát is leromboltatták közülük. A vár legjobban fennmaradt része az alsó, ötszögletű torony, mely a lepoglavai síkon átvezető utat felügyelte. Még láthatók e kicsiny várat övező egykori védőárkok nyomai is.